# Satan
Satan (hebrejsko: הַשָׂטָן ha-Satan), dobesedno »tožnik«, »nasprotnik«, je naziv za več bitij, tako človeških kot nadnaravnih, ki preskušajo vero ljudi v Hebrejskem svetem pismu. V krščanskem in islamskem izročilu je postal izraz ime konkretnega bitja, enega od uporniških padlih angelov (hudiča v krščanstvu, arabsko شيطان‎ - Šejtan).